# Matt Biondi
Matthew Nicholas (Matt) Biondi (Palo Alto, 8 oktober 1965) is een Amerikaans voormalig zwemmer. Hij nam driemaal deel aan de Olympische Spelen en won hierbij 11 medailles, waaronder 8 Olympische titels.

## Carrière
In 1984 nam Biondi een eerste keer deel aan de Olympische Spelen. Samen met Chris Cavanaugh, Mike Heath en Rowdy Gaines behaalde Biondi de gouden medaille op de 4x100 meter vrije slag in een wereldrecordtijd van 3.19,03. In 1985 zwom Biondi zijn eerste van twaalf wereldrecords. Op 6 augustus 1985 zwom hij ook als eerste man sneller dan 49 seconden op de 100 meter vrije slag. In 1985 behaalde Biondi 5 gouden, 1 zilveren en 1 bronzen medaille op de Pan-Pacifische kampioenschappen zwemmen 1985.
In 1986 nam Biondi voor een eerste keer deel aan de Wereldkampioenschappen zwemmen. Biondi werd wereldkampioen op de 100 meter vrije slag. Samen met Tom Jager, Mike Heath en Paul Wallace werd Biondi wereldkampioen op de 4x100 meter vrije slag. Aan de zijde van Dan Yeatch, David Lundberg en Pablo Morales behaalde Biondi ook nog de wereldtitel op de 4x100 meter wisselslag. Daarnaast was er zilver op de 100 meter vlinderslag en 3 bronzen medailles op de 50 meter vrije slag en de 200 meter vrije slag en de finale van de 4x200 meter vrije slag. Biondi kon zich in 1988 opnieuw kwalificeren voor de Olympische Spelen. Op de Olympische Zomerspelen 1988 in Seoel behaalde Biondi 5 gouden medailles. Hij was de beste in zowel de 50 meter als de 100 meter vrije slag. Samen met Chris Jacobs, Troy Dalbey en Tom Jager was hij ook de beste in de 4x100 meter vrije slag, terwijl Biondi met Troy Dalbey, Matt Cetlinski en Doug Gjertsen ook de 4x200 meter vrije slag won. Aan de zijde van Dave Berkoff, Richard Schroeder en Chris Jacobs won Biondi ook de 4x100 meter wisselslag. Zilver was er op de 100 meter vlinderslag, waar de rassprinter werd verslagen door de op dat moment relatief onbekende Anthony Nesty uit Suriname en brons op de 200 meter vrije slag.
Op de Wereldkampioenschappen zwemmen 1991 was Biondi de snelste in de finale van de 100 meter vrije slag. Ook in de estafettenummers behaalde Biondi nog twee wereldtitels. In 1992 nam Biondi deel aan de Olympische Zomerspelen 1992. Samen met Joe Hudepohl, Tom Jager en Jon Olsen was Biondi de snelste in de 4x100 meter vrije slag. Omwille van zijn deelname in de series kreeg Biondi ook de gouden medaille van de 4x100 meter wisselslag.
De zesvoudig wereldkampioen werd in 1997 opgenomen in de International Swimming Hall of Fame.

## Internationale toernooien
| Jaar | Olympische Spelen | WK langebaan | PanPacs | Pan-Ams       |
| ---- | --- | --- | --- | ------------- |
| 1984 | 4x100m vrije slag | | |               |
| 1985 | | | 50m vrije slag · 100m vrije slag · 200m vrije slag · 100m vlinderslag · 4x100m vrije slag · 4x200m vrije slag · 4x100m wisselslag |               |
| 1986 | | 50m vrije slag · 100m vrije slag · 200m vrije slag · 100m vlinderslag · 4x100m vrije slag · 4x200m vrije slag · 4x100m wisselslag | |               |
| 1987 | | | 50m vrije slag · 100m vrije slag · 100m vlinderslag · 4x100m vrije slag · 4x200m vrije slag · 4x100m wisselslag                   |               |
| 1988 | 50m vrije slag · 100m vrije slag · 200m vrije slag · 100m vlinderslag · 4x100m vrije slag · 4x200m vrije slag · 4x100m wisselslag | | |               |
| 1989 | | | 4x100m wisselslag |               |
| 1990 | | | |               |
| 1991 | | 50m vrije slag · 100m vrije slag · 6e 100m vlinderslag · 4x100m vrije slag · 4x100m wisselslag                                    | 50m vrije slag · 100m vrije slag · 100m vlinderslag · 4x100m vrije slag · 4x100m wisselslag                                       | geen deelname |
| 1992 | 50m vrije slag · 5e 100m vrije slag · 4x100m vrije slag · 4x100m wisselslag · Biondi zwom enkel in de series                      | | |               |

1988: Matt Biondi ·
1992: Alexander Popov ·
1996: Alexander Popov ·
2000: Anthony Ervin en Gary Hall jr. ·
2004: Gary Hall jr. ·
2008: César Cielo ·
2012: Florent Manaudou ·
2016: Anthony Ervin ·
2020: Caeleb Dressel ·
2024: Cameron McEvoy
1896: Alfréd Hajós ·
1908: Charles Daniels ·
1912: Duke Kahanamoku ·
1920: Duke Kahanamoku ·
1924: Johnny Weissmuller ·
1928: Johnny Weissmuller ·
1932: Yasuji Miyazaki ·
1936: Ferenc Csik ·
1948: Walter Ris ·
1952: Clarke Scholes ·
1956: Jon Henricks ·
1960: John Devitt ·
1964: Don Schollander ·
1968: Mike Wenden ·
1972: Mark Spitz ·
1976: Jim Montgomery ·
1980: Jörg Woithe ·
1984: Rowdy Gaines ·
1988: Matt Biondi ·
1992: Aleksandr Popov ·
1996: Aleksandr Popov ·
2000: Pieter van den Hoogenband ·
2004: Pieter van den Hoogenband ·
2008: Alain Bernard ·
2012: Nathan Adrian ·
2016: Kyle Chalmers ·
2020: Caeleb Dressel ·
2024: Pan Zhanle
1964: Clark, Austin, Ilman, Schollander ·
1968: Zorn, Rerych, Spitz, Walsh ·
1972: Edgar, Murphy, Heidenreich, Spitz ·
1984: Cavanaugh, Heath, Biondi, Gaines ·
1988: Jacobs, Dalbey, Jager, Biondi ·
1992: Hudepohl, Biondi, Jager, Olsen ·
1996: Olsen, Davis, Schumacher, Hall ·
2000: Klim, Fydler, Callus, Thorpe ·
2004: Schoeman, Ferns, Townsend, Neethling ·
2008: Phelps, Weber-Gale, Jones, Lezak ·
2012: Leveaux, Gilot, Lefert, Agnel ·
2016: Dressel, Phelps, Held, Adrian ·
2020: Dressel, Pieroni, Becker, Apple ·
2024: Alexy, Guiliano, Armstrong, Dressel
1908: Derbyshire, Radmilovic, Foster, Taylor ·
1912: Healy, Champion, Boardman, Hardwick ·
1920: McGillivray, Kealoha, Ross, Kahanamoku ·
1924: O'Connor, Glancy, Breyer, Weissmuller ·
1928: Clapp, Laufer, Kojac, Weissmuller ·
1932: Miyazaki, Yusa, Yokoyama, Toyoda ·
1936: Yusa, Sugiura, Taguchi, Arai ·
1948: Ris, McLane, Wolf, Smith ·
1952: Moore, Woolsey, Konno, McLane ·
1956: O'Halloran, Devitt, Rose, Henricks ·
1960: Harrison, Blick, Troy, Farrell ·
1964: Clark, Saari, Ilman, Schollander ·
1968: Nelson, Rerych, Spitz, Schollander ·
1972: Kinsella, Tyler, Genter, Spitz ·
1976: Bruner, Furniss, Naber, Montgomery ·
1980: Kopljakov, Salnikov, Stoekolkin, Krylov ·
1984: Heath, Larson, Float, Hayes ·
1988: Dalbey, Cetlinski, Gjertsen, Biondi ·
1992: Lepikov, Pysjnenko, Tajanovitsj, Sadovy ·
1996: Davis, Hudepohl, Schumacher, Berube ·
2000: Thorpe, Klim, Pearson, Kirby ·
2004: Phelps, Lochte, Vanderkaay, Keller ·
2008: Phelps, Lochte, Berens, Vanderkaay ·
2012: Lochte, Dwyer, Berens, Phelps ·
2016: Dwyer, Haas, Lochte, Phelps ·
2020: Dean, Guy, Richards, Scott ·
2024: Guy, Dean, Richards, Scott
1960: McKinney, Hait, Larson, Farrell ·
1964: Mann, Craig, Schmidt, Clark ·
1968: Hickcox, McKenzie, Russell, Walsh ·
1972: Stamm, Bruce, Spitz, Heidenreich ·
1976: Naber, Hencken, Vogel, Montgomery ·
1980: Kerry, Evans, Tonelli, Brooks ·
1984: Carey, Lundquist, Morales, Gaines ·
1988: Berkoff, Schroeder, Biondi, Jacobs ·
1992: Rouse, Diebel, Morales, Olsen ·
1996: Rouse, Linn, Henderson, Hall ·
2000: Krayzelburg, Moses, Crocker, Hall ·
2004: Peirsol, Hansen, Crocker, Lezak ·
2008: Peirsol, Hansen, Phelps, Lezak ·
2012: Grevers, Hansen, Phelps, Adrian ·
2016: Murphy, Miller, Phelps, Adrian  ·
2020: Murphy, Andrew, Dressel, Apple  ·
2024: Xu, Qin, Sun, Pan
- Bibliothèque nationale de France: cb139911684 (data)
- Virtual International Authority File: 39572046